# Роубалик, Богумир

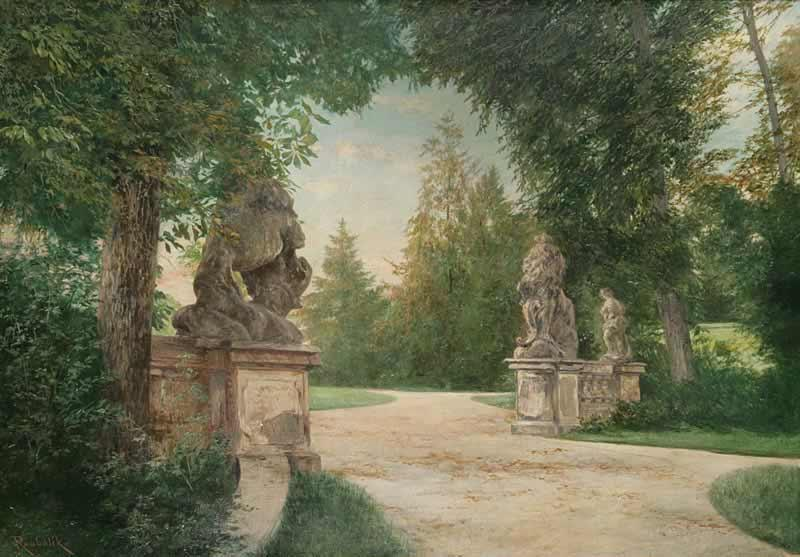
Ограда Королевского сада в Праге

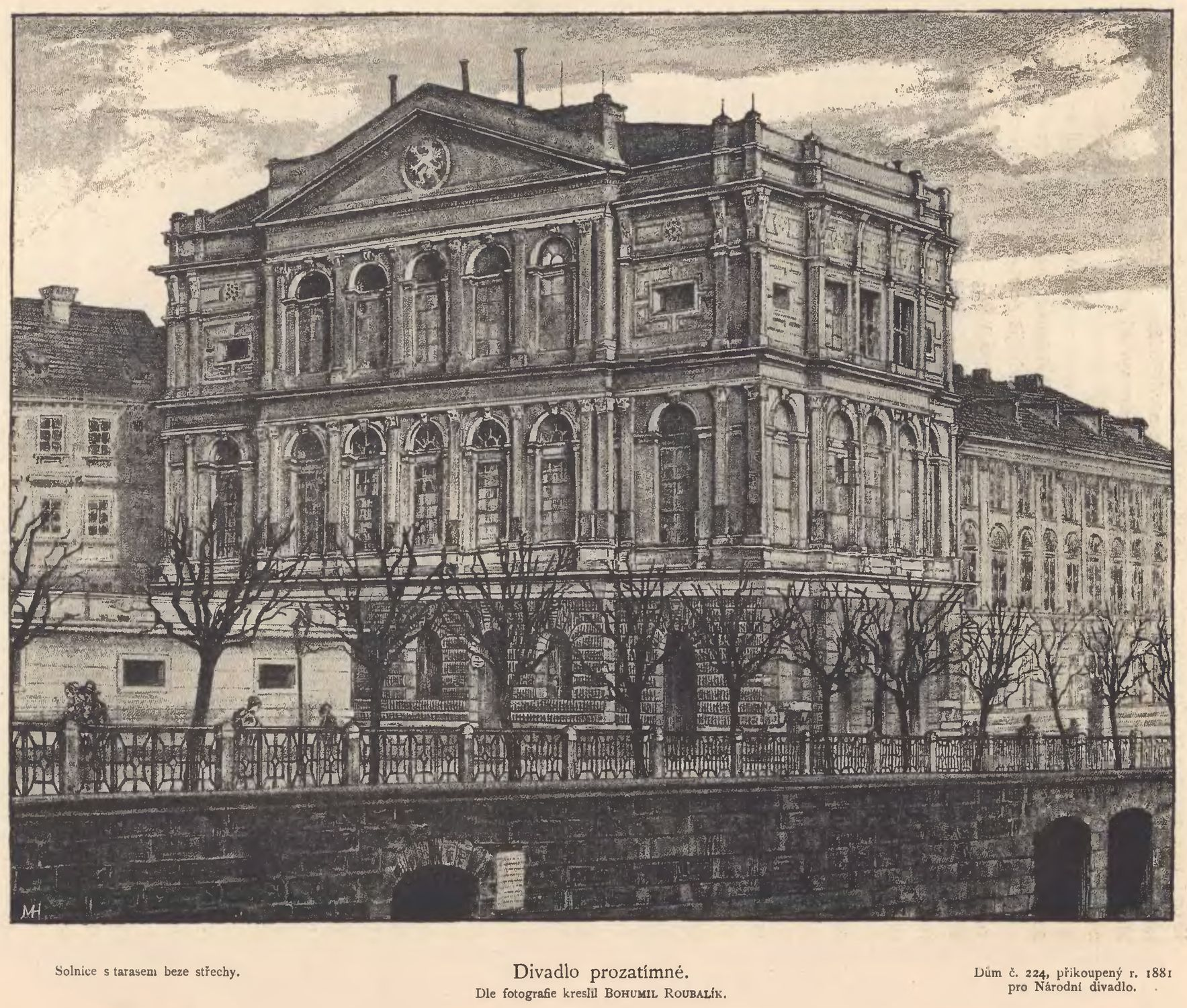
Пражский театр

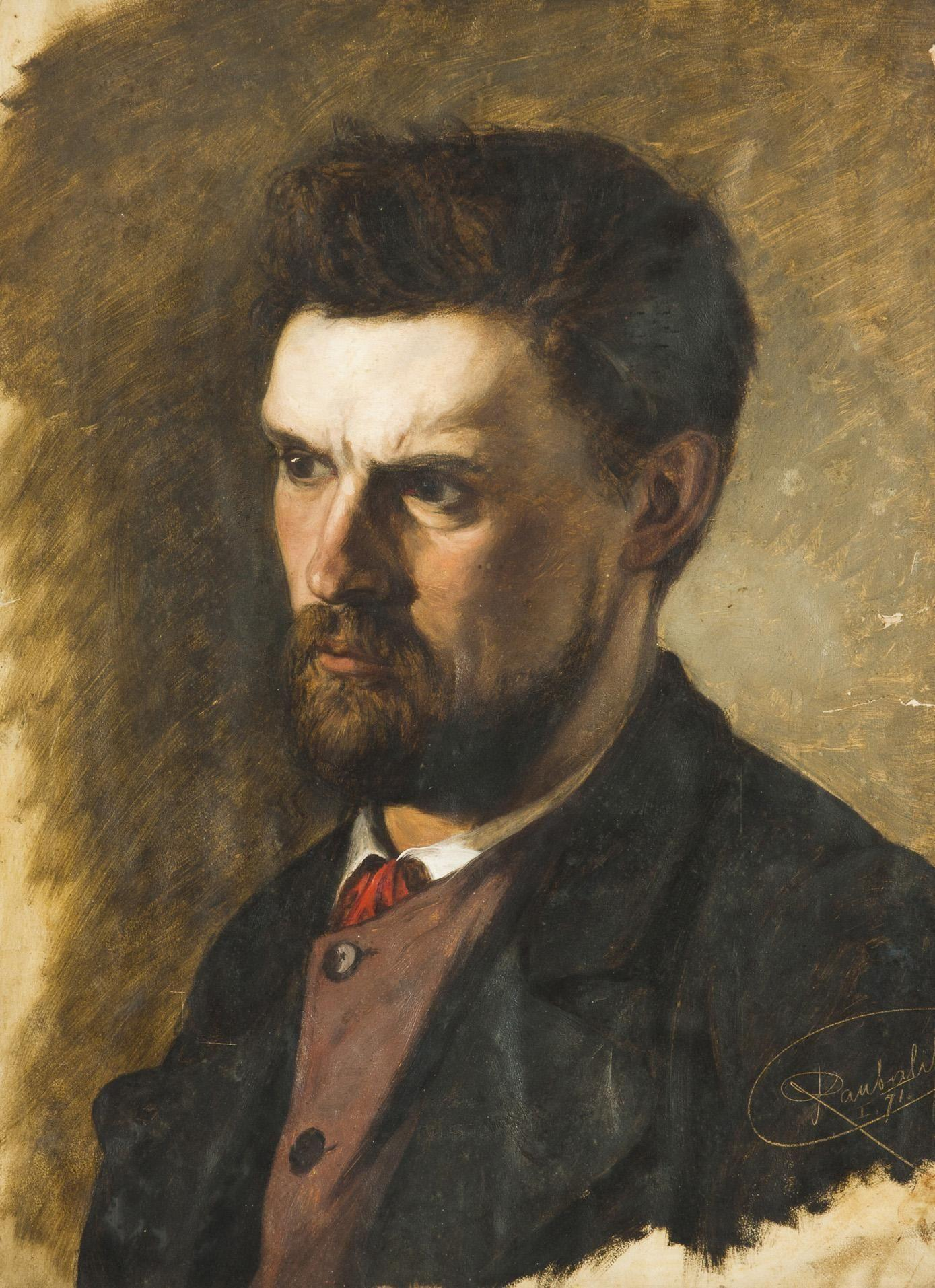
Мужской портрет

Богумир Роубалик (чеш. Bohumír Roubalík; 25 ноября 1845, Прага — 17 марта 1928, там же) — чешский художник и иллюстратор, педагог, профессор .

## Биография
С 1868 году обучался в Пражской академии искусств под руководством профессора Й. Тренквальда.
В 1873 году участвовал во Всемирной выставке в Вене, два года спустя назначен директором пражской Академии изящных искусств, сменив на этом посту Яна Свертс.
Совершил ознакомительную поездку в Бельгию, посетил Дрезден и Дюссельдорф. Некоторое время жил и работал в Антверпене и Брюсселе. В городе Кортрейке (Западная Фландрия) совместно с Ф. Женишеком создал настенную роспись городской ратуши, изображающей отъезд фламандского войска на битву при Куртре (1302).
Затем переехал во Францию. После своего возвращения на родину специализировался на создании портретов.
Серия картин графской семьи Ностиц, работа в качестве художника и воспитателя детей знатных семейств, позволили ему несколько месяцев стажироваться в Швейцарии.
Позже вместе с М. Алешем и Ф. Женишеком участвовал в художественного декорировании внутренних помещений здания Национального театра Праги.
С 1904 года — профессор Пражской академии искусств. Среди его учеников — Ф. Елинек, Р. Кремличка и В. Бруннер.

## Творчество
Художник-пейзажист, портретист, иллюстратор. Представитель академической живописи, отвечавшей общественным вкусам второй половины XIX столетия (неоренессанса).
Создал алтарные образы Мартина Турского для костëлов в Туре и Либезнице, полотна для часовни Св. Анны в Соборе Святого Вита в Праге.
В числе книжных иллюстраций, произведения Ф. Шуберта, О. Пинкаса, энциклопедические издания Я. Отто и др.